# Miologia

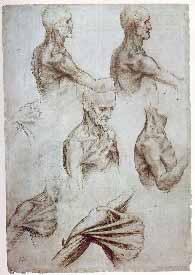
Studio di Leonardo da Vinci dei muscoli della spalla.

In anatomia, la miologia (dal genitivo greco myos, "muscolo" e il suffisso greco -logia, "trattato") è lo studio dei muscoli, degli organi di inserzione (tendini e aponeurosi) e dei tessuti muscolari.
In particolare la miologia si occupa della classificazione dei muscoli, che viene svolta in base a:
- lo stimolo che li comanda ("volontari" e "involontari");
- la forma ("lunghi" e "larghi");
- la posizione (muscoli degli arti superiori, degli arti inferiori, del collo, del tronco e della testa).

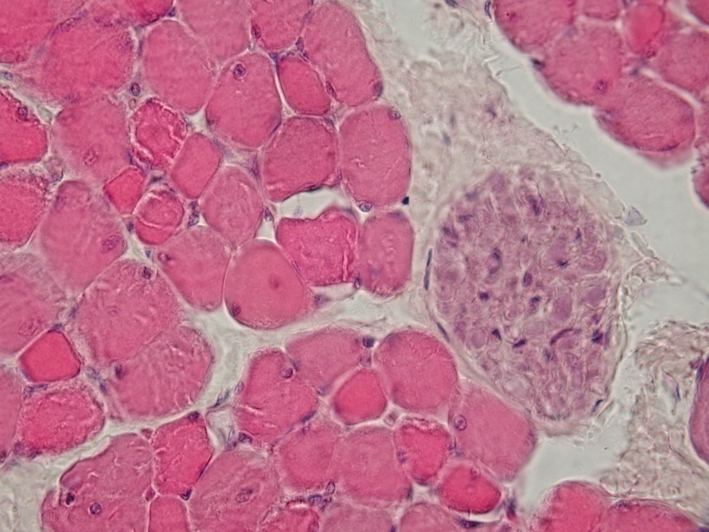
Tessuto muscolare striato in sezione trasversale.

La classificazione dei muscoli in "volontari" e "involontari" è strettamente connessa alla tipologia del tessuto muscolare: le fibre muscolari infatti sono in genere "striate" nei muscoli volontari e "lisce" nei muscoli involontari. Il tessuto muscolare cardiaco fa invece eccezione: sebbene sia costituito da fibre muscolari striate è costituito da muscoli involontari.